# زنبور فاخته‌ای شاخک‌چماقی
زنبور فاخته‌ای شاخک‌چماقی (نام علمی: Sapyga louisi) نام یک گونه از سرده زنبورهای شاخک‌چماقی است.